# Tutrakan
Tutrakan (en búlgaro: Тутракан) es una ciudad de Bulgaria en la provincia de Silistra.

## Geografía
Se encuentra a una altitud de 121 m s. n. m. a 371 km de la capital nacional, Sofía.

## Demografía
Según estimación 2012 contaba con una población de 9 356 habitantes.
|         | 2004  | 2005  | 2006  | 2007  | 2008  | 2009  | 2010  | 2011  |
| Mujeres | 5 034 | 4 941 | 4 954 | 4 911 | 4 878 | 4 877 | 4 814 | 4 357 |
| Varones | 4 850 | 4 772 | 4 757 | 4 677 | 4 645 | 4 599 | 4 557 | 4 211 |
| Total   | 9 884 | 9 713 | 9 711 | 9 588 | 9 523 | 9 476 | 9 371 | 8568  |